# East Highland Park
East Highland Park és una concentració de població designada pel cens dels Estats Units a l'estat de Virgínia. Segons el cens del 2000 tenia 12.488 habitants.

## Demografia
Segons el cens del 2000, East Highland Park tenia 12.488 habitants, 4.960 habitatges, i 3.313 famílies. La densitat de població era de 538,1 habitants per km².
Dels 4.960 habitatges en un 29,7% hi vivien nens de menys de 18 anys, en un 38,9% hi vivien parelles casades, en un 23,3% dones solteres, i en un 33,2% no eren unitats familiars. En el 28,4% dels habitatges hi vivien persones soles el 7,3% de les quals corresponia a persones de 65 anys o més que vivien soles. El nombre mitjà de persones vivint en cada habitatge era de 2,48 i el nombre mitjà de persones que vivien en cada família era de 3,02.
Per edats la població es repartia de la següent manera: un 25,2% tenia menys de 18 anys, un 7,7% entre 18 i 24, un 29,6% entre 25 i 44, un 25,2% de 45 a 60 i un 12,4% 65 anys o més.
L'edat mediana era de 37 anys. Per cada 100 dones de 18 o més anys hi havia 79,1 homes.
La renda mediana per habitatge era de 36.328 $ i la renda mediana per família de 43.781 $. Els homes tenien una renda mediana de 31.504 $ mentre que les dones 25.500 $. La renda per capita de la població era de 17.251 $. Entorn del 6,9% de les famílies i el 9,5% de la població estaven per davall del llindar de pobresa.

## Poblacions més properes
El següent diagrama mostra les poblacions més properes.